# Kołaczek (województwo zachodniopomorskie)
Kołaczek – wieś w Polsce położona w województwie zachodniopomorskim, w powiecie świdwińskim, w gminie Połczyn-Zdrój, przy wschodniej części Kołaczej Góry.
W latach 1975–1998 miejscowość administracyjnie należała do województwa koszalińskiego.